# Giorgi Koguašvili
Giorgi Koguašvili (* 26. dubna 1969) je bývalý sovětský a gruzínský zápasník – klasik, který od roku 1992 reprezentoval Rusko.

## Sportovní kariéra
Pochází z obce Banodža nedaleko Kutaisi. Zápasu řecko-římskému se věnoval od 14 let pod vedením Džemala Kostavy. Od roku 1991 se připravoval v Moskvě v armádním tréninkovém centru CSKA pod vedením Viktora Mamijašviliho. Po rozpadu Sovětského svazu přijal v roce 1992 ruské občanství. V témže roce vybojoval nominaci ve váze do 90 kg na olympijských hrách v Barceloně jako člen Společenství nezávislých států. V úvodním kole základní skupiny prohrál s Turkem Hakkı Başarem 1:2 na body a nakonec s jednou porážkou postoupil ze druhého místa do boje o celkév třetí místo proti Švédu Mikaelu Ljungbergovi. Vyrovnaný zápas vyhrál 2:0 na body a získal bronzovou olympijskou medaili.
V roce 1994 se dokázal vrátit na žíněnku po nepříjemném zranění pravého rameno z mistrovství Evropy v Athénách. Toto zranění ho v dalších letech limitovalo v přípravě, kdy nebyl schopný udržet formu v průběhu celého roku. V roce 1996 uspěl v ruské nominaci na olympijské hry v Atlantě, ale podobně jako před čtyřmi lety nezvládl zápas úvodního kola s Turkem Hakkı Başarem. Turkovi podlehl výrazným rozdílem 1:6 na body. V opravách se mu nedařilo a jako úřadující mistr Evropy skončil v poli poražených.
Od roku 1997 startoval ve vyšší těžké váze do 97 kg, ve které v roce 2000 cestoval jako trojnásobný mistr světa na olympijské hry v Sydney. V Sydney se však nepotkal s formou a po výrazné prohře s mladým Američanem Garrettem Lowneyem 3:8 na body nestoupil ze základní skupiny do vyřazovacích bojů. V roce 2004 startoval na svých čtvrtých olympijských hrách v Athénách. Zvládl postoupit ze základní skupiny, ale ve čtvrtfinále nestačil na Gruzínce Ramaze Nozadzeho. Vzápětí ukončil sportovní kariéru. Věnuje se trenérské práci.

## Výsledky
| Turnaj             | Sovětský svaz | Sovětský svaz | Sovětský svaz | Sovětský svaz | Sovětský svaz | Gruzie | Rusko | Rusko | Rusko | Rusko | Rusko | Rusko | Rusko | Rusko | Rusko | Rusko | Rusko | Rusko |
| Turnaj             | 1987          | 1988          | 1989          | 1990          | 1991          | 1992   | 1993  | 1994  | 1995  | 1996  | 1997  | 1998  | 1999  | 2000  | 2001  | 2002  | 2003  | 2004  |
| Turnaj             | 18            | 19            | 20            | 21            | 22            | 23     | 24    | 25    | 26    | 27    | 28    | 29    | 30    | 31    | 32    | 33    | 34    | 35    |
| Turnaj             | -90           | -90           | -90           | -90           | -90           | -90    | -90   | -90   | -90   | -90   | -97   | -97   | -97   | -97   | -97   | -96   | -96   | -96   |
| ------------------ | ------------- | ------------- | ------------- | ------------- | ------------- | ------ | ----- | ----- | ----- | ----- | ----- | ----- | ----- | ----- | ----- | ----- | ----- | ----- |
| Olympijské hry     |               | —             |               |               |               | 3.     |       |       |       | úč.   |       |       |       | úč.   |       |       |       | 6.    |
| Mistrovství světa  | —             |               | —             | —             | —             |        | 1.    | 1.    | 3.    |       | 1.    | 1.    | 1.    |       | —     | —     | —     |       |
| Mistrovství Evropy | —             | —             | —             | —             | —             | —      | ?     | úč.   | 1.    | 1.    | —     | —     | —     | 2.    | —     | 1.    | úč.   | —     |
| MS nadějí          | —             |               | 1.            |               |               |        |       |       |       |       |       |       |       |       |       |       |       |       |
| ME nadějí          |               | 3.            |               |               |               |        |       |       |       |       |       |       |       |       |       |       |       |       |
| ME juniorů         | 1.            |               |               |               |               |        |       |       |       |       |       |       |       |       |       |       |       |       |